# Bronisław Biegeleisen-Żelazowski
Bronisław Biegeleisen-Żelazowski (ur. 3 maja 1881 we Lwowie, zm. 31 maja 1963 w Warszawie) – polski psycholog, inżynier, profesor Politechniki Lwowskiej, Politechniki Warszawskiej, Uniwersytetu Warszawskiego i Uniwersytetu Łódzkiego, współtwórca psychologii pracy w Polsce.

## Życiorys
Był synem Henryka Biegeleisena i Anny Debory Biegeleisen oraz bratem Leona Biegeleisena.
W 1903 ukończył studia inżynierskie w c. k. Szkole Politechnicznej we Lwowie, gdzie w 1906 został docentem. 1909 na Politechnice Berlińskiej uzyskał habilitację. W 1914 był zatrudniony w Dyrekcji miejskiego zakładu wodociągowego we Lwowie. Obowiązki zawodowe łączył z pracą naukową w c. k. Szkole Politechnicznej, jako doktor nauk technicznych i docent prywatny ogrzewania i wentylacji oraz społeczną jako zastępca skarbnika Krajowego Związku Zdrojowisk i Uzdrowisk we Lwowie.
W 1920 założył w Krakowie Instytut Psychotechniczny. Na Uniwersytecie Poznańskim w 1936 otrzymał stopień naukowy doktora w zakresie filozofii. W latach 30. był kierownikiem Miejskiego Biura Organizacji Pracy w Krakowie.
Po II wojnie światowej był profesorem nadzwyczajnym w Uniwersytecie Warszawskim i Uniwersytecie Łódzkim oraz w Politechnice Warszawskiej. W 1949 został pracownikiem naukowym w Instytucie Ekonomiki i Organizacji Przemysłu w Warszawie. Był założycielem w latach 60. Zakładu Psychologii przy Ośrodku badań Transportu Samochodowego w Warszawie i kierował nim.
Specjalizował się w zagadnieniach techniki sanitarnej, psychotechniki, psychologii pracy i organizacją pracy.
Materiały archiwalne Bronisława Biegeleisena-Żelazowskiego znajdują się w PAN Archiwum w Warszawie pod sygnaturą III-121.

## Wybrane publikacje
- Uświadomienie zawodowe młodzieży krakowskiej (1929)
- Badania psychologiczne i poradnictwo (1931)
- Metody statystyczne w psychologii (1935)
- Poradnictwo zawodowe (1949)
- Zarys psychologii pracy (1967)[5]